# Walter König
Walter Jan König (ur. 25 czerwca 1903 w Bielsku, zm. 26 lutego 1966 tamże) – wynalazca, bielski przemysłowiec, żołnierz 1. Armii Wojska Polskiego.

## Życiorys
Walter König urodził się 25 czerwca 1903 roku w Bielsku, w żydowskiej rodzinie. Kiedy Polska odzyskała niepodległość w 1918 roku, przyjął polskie obywatelstwo.
Młodzieńcze lata spędził w Bielsku, zdobywając wykształcenie. Po zdaniu matury wyjechał do Wiednia na studia. Jako że Austria nie uznawała podwójnego obywatelstwa, musiał zrzec się obywatelstwa polskiego. Było to warunkiem bezpłatnej nauki na uczelni. W 1925 roku opatentował wyrób przedmiotów z mączki celuloidowej, mączki rogowej i podobnych mas plastycznych. Już w 1930 roku inż. König założył w Bielsku spółkę „Rogolith”, która zajmowała się produkcją guzików ze wspomnianych materiałów. Firma ta zatrudniała około 60 osób.
W 1938 przyjął chrzest. Pod koniec lat 30. König wystąpił też o przywrócenie polskiego obywatelstwa. Nie było to jednak proste, mimo iż poślubił Polkę. Starania przerwał wybuch II wojny światowej. Kiedy wielu zamieszkujących Bielsko Niemców wspomagało Wermacht i prowadziło działania sabotażowe przeciwko polskiej armii, Walter König wstąpił na ochotnika do Wojska Polskiego. Po przegranej kampanii wrześniowej trafił do Związku Radzieckiego.
Tam, z powodu posiadanego wykształcenia, został wysłany na Syberię, gdzie brał udział w rozbudowie infrastruktury. Wciąż chciał jednak walczyć w obronie Polski. Pomimo starań, nie udało mu się dołączyć do armii generała Andersa. Dopiero 7 listopada 1943 roku został szeregowcem w 5. Brygadzie Artylerii Ciężkiej w Sielcach nad Oką.
„Brał udział w pierwszym wielkim boju Art. Ciężkiej przy forsowaniu Buga w walkach o wyzwolenia Lublina aż do Warszawy. 15 listopada 1944 przyjęty do 11.tej samodzielnej komp. Kablowo-Tyczkowej przy Stabie Armii, brał udział we wszystkich bojach tej jednostki od Warszawy przez Bydgoszcz, Kołobrzeg, przy forsowaniu rzeki Odry aż do rzeki Łaby. Tak samo w Artylerji, jak i w Łączności przy budowie linji telefonicznych na przedniej linji frontu wykazał dużo męstwa i odwagi, wykonyjąc sumiennie wszelkie rozkazy swych dowóddców. Jako prawdziwy żołnierz, sławnej I-szej armji spełnił w zupełności swój obowiązek – wyzwolenie ojczyzny. 22.9.1945 zdemobilizowany (...)”
Po powrocie do Bielska wyszło na jaw, że nie posiada polskiego obywatelstwa. Nowa, komunistyczna władza sugerowała mu, że powinien wyjechać do Niemiec. Na niekorzyść Waltera Königa działała też jego przeszłość fabrykanta. W 1946 udało mu się jednak sprowadzić z ZSRR żonę, a rok później wezwano go po odbiór polskiego obywatelstwa. Fabryka guzików została mu odebrana, a sam podjął pracę w składzie budowlanym. Przez kolejne lata poddawano go inwigilacji, a nawet aresztowano pod fałszywym zarzutem kradzieży materiałów budowlanych z miejsca pracy. Pod koniec swego życia ciężko chorował. Nie chciał jednak opuścić Polski, żeby udać się na leczenie do Szwecji, gdyż wiedział, że komunistyczne władze zapewne nie zezwolą mu na powrót do ojczyzny.
Walter Jan König zmarł 26 lutego 1966 roku. Pochowany został na cmentarzu rzymskokatolickim w Białej.